# Larinopsis
Larinopsis is een geslacht van weekdieren uit de klasse van de Gastropoda (slakken).

## Soorten
- Larinopsis ostensus Iredale, 1936
- Larinopsis turbinatus (Gatliff & Gabriel, 1909)